# Vilmos Endre
Vilmos Endre (Túrkeve, 1932. március 4. – Budapest, 1986. augusztus 10.) közgazdász, címzetes egyetemi tanár, a Malév gazdasági vezérigazgató helyettese. Nemzetközi sporttisztviselő.

## Élete
1932-ben született. A Közgazdasági Egyetem elvégzése után légi közlekedésből doktorált. 1967-ben már a közlekedéstudományok kandidátusa. 1965-től a MALÉV dolgozója. Sírja a Farkasréti temetőben található (60/8-1-190)

## Sportemberként
- A Magyar Olimpiai Bizottság titkára
- A Magyar Kosárlabdázók Országos Szövetsége elnöke (1979-1986)
- A Nemzetközi Kosárlabda Szövetség tagja
- A MAFC elnökségi tagja, szakosztályvezetője
- A Malév SC. elnöke

## Elismerése
- Testnevelés és Sport Kiváló Dolgozója
- A Magyar Népköztársaság Sportérdemérem

## Emlékezete
- Pestszentlőrincen róla nevezték el a Dr. Vilmos Endre Sportcentrumot (Malév SC) Címe:1185. Nagyszalonta utca 25. (1996)